# Kaosgnosticism
Kaosgnosticism, kaosgnostisk satanism, kaosofi, antikosmisk satanism eller 218-strömningen, kallas en variant av satanism som utformar denna till en gnostisk doktrin. Kaos-gnosticismen är en andlig inriktning som utgår ifrån ett dualistiskt trossystem. Det som gör denna satanism gnostisk är genom att söka kunskapen i kaos. Detta kan göras i olika ritualer eller meditation. Enligt kaosgnosticism bör människan söka sig tillbaka till ur-kaoset som födde universum. I den kaos-gnostiska satanismen använder man ofta kelippot 
som redskap för att utforska och söka kunskapen i kaos.
Inom Kaos-gnostisk satanism är det inte ovanligt med magiskt utövande. Denna magi kan yttra sig på olika sätt men oftast ritualmagi kopplad till svartkonst. Inom denna svartkonst praktiseras både nekromantik och quimbanda med mera.

## Ideologi, trossystem
Inom kaosgnosticismen tror man på den kristna/judiska gud/YHWH/demiurg, men anser att denne fjättrat Satan/Lucifer/Kaos genom skapelsen av världsalltet. Även människan anses fjättrad i sin fysiska kropp. De anser att själen är fångad i den jordiska kroppen och att "egot" är guds/demiurgens skapelse. Eftersom egot är skapat av kosmiska lagar kan vi inte se genom slöjan till det antikosmiska. Genom andlig utveckling genom meditation m.m så kan människan frigöras från sitt ego och bli hel igen. Genom att väcka upp kaos svarta flamma i sin varelse kommer egot att upplösas.
Satan/Lucifer är den främsta representationen av den "Svarta Flamman" vilken man strävar efter att frigöra genom förgörandet av kosmos (antikosmos) och strävan mot kaos. I vissa fall förs olika figurer från andra mytologier in som den som ska förinta kosmos och frigöra den svarta flamman. Dessa figurer brukar vara högst destruktiva (antikosmiska) krafter, Bland dessa finns karaktärer från fornnordiska och Mesopotamisk mytologi, Tiamat, Hekate, Loke, Kali med flera.
Inom den kaosgnostiska satanismen anser den troende att Satan (Anklagaren/Motståndaren) är den samme som Lucifer (Ljusbringaren). Satan och Lucifer är olika aspekter av samma kraft. Denna grupp ser Satan-Lucifer som bringaren av det Svarta Ljuset och uppväckaren av den Svarta Flamman/Pneuman, som enligt dem finns brinnande i de utvaldas själar.
Enligt kaos-gnosticismen är Kaos det multidimensionella planet eller kraften med ett obegränsat antal dimensioner, till skillnad från vårt kosmos som enbart har höjd, bredd, djup, och tid som dimensioner, samtidigt som Kaos är nolldimensionellt.
Kaos-gnostiker anser att kosmos som vi befinner oss i är kausalt medan kaos är akausalt, dvs helt utan "orsak och verkan". Kaos är evig och helt akausalt och blir därför en aktiv och dynamisk entitet. Kaos är, Kaos var och Kaos blir allt och ingenting på samma gång.
Kaos-gnostikerna anser att eftersom allt är skapat ur antikosmos har vi en del av antikosmos i oss och om vi skådar in i oss själva bortom "egot" så uppfattar vi avgrunden ner till det antikosmiska. Där i den sanna essensen kan vi få kunskapen hur vi låser upp kaoskraften i oss själva och kan påbörja det antikosmiska arbetet.
218, som skall räknas som 2+1+8 = 11, är ett "hemligt tal" och härrör från judisk mystik. Siffran 11 är det talet som kommer efter det heliga talet 10 = gudomlig fulländning. 2+1+8 = 11 bildar den antikosmiska kraft som kallas Azerate (Azrat) som enligt den kaos-gnostiska läran är det dolda namnet på de elva antikosmiska krafterna. Namnet/ordet Azerate har det gematriska värdet 218.

## Olika sammanslutningar och system inom strömningen
Den kanske största och mest kända gruppen imom 218-strömningen är Temple of the Black Light (TOTBL), f.d. Misantropiska Lucifer Ordern (MLO). Inom TOTBL finns det flera olika inriktningar. En av dessa är Templum Falcis Cruentis (TFC) som söker gnosis genom döden i kraften Qayin, så kallad necrosophy (nekrosofi).
Det finns även andra grupper som jobbar med så kallad mörk fornsed (Dark Germanic Heathenism, DGH). Detta är mer inriktat på den destruktiva sidan av asatron, dvs thursatro. I thursatro söker man gnosis via Nifelheim eller Muspelheim. Dessa två världar anses i detta trossystem vara närmast det ur-kaos; Ginnungagap som kosmos skapades ur.

## Inom musiken
Ett antal black metal-band praktiserar och skriver om kaosgnostisk satanism, framförallt svenska. t.ex. Dissection, Arckanum, och Watain